# Arpocrate
| G5 | Q3 | A17 |

| G5 | Q3 | A17 |

Statuetta del dio Arpocrate, bronzo. Periodo tardo dell'Egitto, tra il 722 e il 332 a.C. Museo Egizio di Torino.

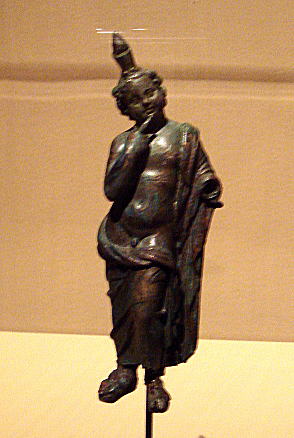
Bronzetto di Arpocrate, Bagram, Afghanistan, II secolo d.C.

Arpocrate (in greco antico: Ἃρποκράτης, -ους?, Arpokrátes, in latino Harpŏcrătēs, -is) è una divinità egizia appartenente alla religione dell'antico Egitto, corrispondente all'antichissimo dio Hor pa khred, ossia Horo il fanciullo e che identificava il figlio di Iside ed Osiride. Era anche la forma sincretica del dio Horo, del quale incarnava l'aspetto di figlio di due divinità. 

## Storia e culto
Citato nei Testi delle piramidi, sviluppò il culto vero e proprio solo in Bassa Epoca e come erede terreno del padre divenne l'incarnazione della monarchia fin dal periodo predinastico.
A partire dal Terzo periodo intermedio il suo culto divenne sempre più popolare e l'iconografia più diffusa lo rappresentava come un bambino stante o in braccio alla madre Iside, mentre si portava un dito alla bocca ad indicare che era il dio del silenzio. Jean-Pierre Corteggiani, nel suo libro  L'Égypte ancienne et ses dieux  dice che il dito sulla bocca non è che un atteggiamento tipico dell'infanzia che gli autori classici hanno frainteso, pensando in un invito al silenzio, legato ai misteri della dea madre Iside. In realtà il simbolo fatto con la mano altro non è che la rappresentazione del geroglifico bambino. Arpocrate fu scambiato dai greci come dio del silenzio ma in realtà è la rappresentazione di Horus bambino.
Il mito egizio più diffuso descrive Horus quale figlio di Osiride, il re divino ucciso e smembrato dal fratello malvagio Seth, e concepito dopo che la madre Iside aveva recuperato le parti del corpo del marito, avvolgendole con le bende e inventando in tal modo la mummificazione. Iside nascose il bambino fra i papiri della palude del Delta del Nilo, un’area di confine fra la sfera umana e quella divina. Al riparo dal maligno Seth, Horus crebbe e riconquistò il trono del padre. Ma il piccolo, cui venne dato il nome Arpocrate, rimase nel suo “ruolo di base, per sempre un bambino, un riferimento e prototipo di tutti i bambini futuri”.
Altro elemento tipico di Arpocrate era la sua testa completamente rasata, ad eccezione di una treccia che gli ricadeva sul suo lato destro. La sua statua si trovava all'ingresso di quasi tutti i templi, per indicare che in quel luogo si onoravano gli Dei col silenzio, ovvero, secondo Plutarco,  gli uomini che avevano una imperfetta cognizione della Divinità non dovevano parlarne che con rispetto. Gli antichi portavano spesso scolpita nei loro sigilli una figura d'Arpocrate, ad indicare che il segreto delle lettere andava conservato fedelmente.
L'immagine di Iside che allattava il figlio ispirò successivamente il cristianesimo nell'iconografia della Vergine con il bambino.
Anche se di origini egiziane, soprattutto dell'area del Basso Egitto, il suo culto venne presto adottato anche nell'area greca e romana, dove rappresentò il dio del silenzio, con il dito alla bocca e cinto di un mantello cosparso di occhi e di orecchi.

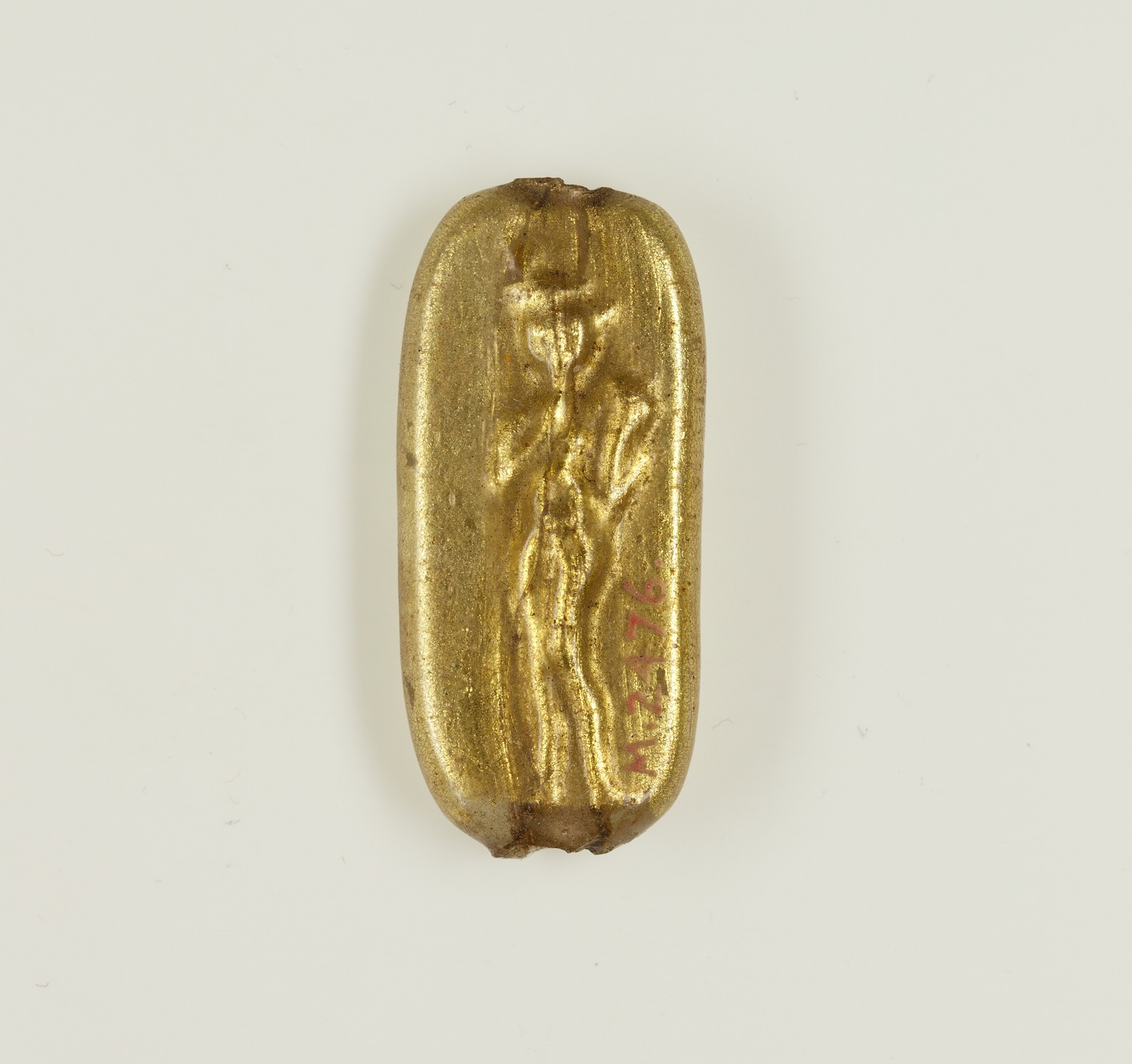
Sigillo con la figura di Arpocrate (periodo tolemaico)

### Età moderna
In età moderna, soprattutto nel corso del Seicento, molti eruditi, come ad esempio Ralph Cudworth, ripresero la figura di Arpocrate come esempio e metafora della discrezione in ambito politico e dell'approccio esoterico alla conoscenza.

## Mito
Narra la mitologia, che il fanciullo fu punto da uno scorpione, guarì grazie alla magia della madre, divenendo così il simbolo delle guarigioni. L'amuleto che lo raffigurava in piedi, su un coccodrillo, mentre tiene in mano dei serpenti, era considerato di buon auspicio in caso di malattia.
Il mito lo volle anche vendicatore del padre nei confronti di Seth.

## Nella cultura di massa
Arpocrate compare come uno degli dei ostaggi del triumvirato composto da Nerone, Commodo e Caligola nel romanzo fantasy La tomba del tiranno (della serie Le sfide di Apollo) di Rick Riordan.